# 1679
1679 (MDCLXXIX) var ett normalår som började en söndag i den gregorianska kalendern och ett normalår som började en onsdag i den julianska kalendern.

## Händelser

### Januari
- 26 januari
  - Fred sluts mellan Sverige och Tysk-romerska riket i Nijmegen.
  - Fred sluts mellan Sverige och furstarna av huset Lüneburg i Celle. Sverige får avstå orterna Thedinghausen och Dörverden.

### Mars
- 19 mars – Fred sluts mellan Sverige och Münster i Nijmegen.

### Juni
- 19 juni – Fred sluts mellan Sverige och Brandenburg i S:t Germain, på franskt initiativ. Sverige tvingas avstå en del av Hinterpommern.

### Augusti
- 6 augusti – Gemensam fredsförklaring mellan Sverige och Spanien ratificeras.
- 23 augusti – Fred sluts mellan Sverige och Danmark i Fontainebleau. Man återgår till det läge som rådde före kriget.

### September
- September – Danmarks ockupation av Gotland upphävs.[1]
- 26 september – Ytterligare en fred sluts mellan Sverige och Danmark i Lund, vilken har samma lydelse som freden i Fontainebleau.

### Oktober
- 2 oktober – Fred sluts mellan Sverige och Nederländerna i Nijmegen. Holländarna får till stånd ett handelsavtal, som är till nackdel för Sverige.

### Okänt datum
- Olof Rudbeck ger ut första bandet i sitt patriotiska verk om Sveriges fornhistoria, Atland eller Manheim (på latin Atlantica). Sverige framställs som urhem för goterna och även som hela den grekisk-romerska kulturens vagga.
- Carl Gustaf Wrangels slott Skokloster står färdigt även invändigt.

## Födda
- 7 mars – Carl Gyllenborg, svensk greve, diplomat, ämbetsman, politiker och författare samt kanslipresident 1739–1746
- 1 juni – Johan Runius, svensk diktare
- 16 augusti  - Catharine Trotter Cockburn, brittisk dramatiker och filosof.
- 14 september – Jacob Ohlsson, svensk bondeståndstalman

## Avlidna
- 18 februari – Anne Conway, engelsk filosof inom metafysiken och moralfilosofin.
- 8 juli – Samuel Columbus, svensk författare och språkforskare
- 24 augusti – Jean-François Paul de Gondi Retz, fransk kardinal och politiker.
- 1 december – Gustaf Soop, svensk friherre, riksråd 1658.
- 4 december – Thomas Hobbes, engelsk filosof.
- 28 december – Peder Winstrup, dansk biskop i Lunds stift.

### Fotnoter
1. ↑  World Statesmen (läst 3 april 2011)